# LFA 2019
Die LFA-Saison 2019 war die vierte Saison der Liga de Fútbol Americano Profesional (LFA), einer professionellen American-Football-Liga in Mexiko. Die reguläre Saison begann am 22. Februar 2019 und endete am 14. April 2019. Die Playoffs begannen am 26. April 2019 und endeten mit dem Finale, dem Tazón México IV am 12. Mai 2019. Meister wurden die Condors aus Mexiko-Stadt mit einem 20:16 gegen die Raptors de Naucalpan, die damit ihr drittes Finale verloren.

## Teilnehmer
Mit den Osos aus Toluca und den Artilleros aus Puebla wurde die Liga von sechs auf acht Mannschaften sowie in zwei neue Bundesstaaten erweitert. Erstmals fand kein Spiel mehr im Estadio Jesús Martínez „Palillo“ in Mexiko-Stadt statt, in dem die Liga in ihrem ersten Jahr alle Spiele ausgetragen hatte.
| Mannschaft       | Standort                    | Stadion                     | Kapazität      | Head Coach          |
| North Division   | North Division              | North Division              | North Division | North Division      |
| ---------------- | --------------------------- | --------------------------- | -------------- | ------------------- |
| Dinos            | Saltillo, Coahuila          | Francisco I. Madero         | 8,000          | Javier Adame        |
| Fundidores       | Monterrey, Nuevo León       | Estadio Nuevo León Unido    | 1,500          | Israel González     |
| Osos             | Toluca, Mexico              | Estadio Fortaleza Siglo XXI | 4,000          | Horacio García      |
| Raptors          | Naucalpan, Estado de México | FES Acatlán                 | 2,500          | Guillermo Gutiérrez |
| Central Division |                             |                             |                |                     |
| Artilleros       | Puebla, Puebla              | Estadio Templo del Dolor    | 4,500          | Gustavo Torres      |
| Condors          | Mexiko-Stadt                | Estadio ITESM Santa Fe      | 2,500          | Félix Buendía       |
| Mayas            | Mexiko-Stadt                | Estadio Wilfrido Massieu    | 13,0000        | Francisco Chaparro  |
| Mexicas          | Mexiko-Stadt                | Casco de Santo Tomás Field  | 2,000          | Enrique Zárate      |

## Tabellen

### North Division
|    | Team       | Sp | S | N | SQ   | P+  | P−  | Div |
| -- | ---------- | -- | - | - | ---- | --- | --- | --- |
| 1. | Raptors    | 8  | 6 | 2 | .750 | 210 | 118 | 4–2 |
| 2. | Fundidores | 8  | 3 | 5 | .375 | 134 | 133 | 3–3 |
| 3. | Dinos      | 8  | 3 | 5 | .375 | 110 | 125 | 2–4 |
| 4. | Osos       | 8  | 2 | 6 | .250 | 116 | 226 | 2–4 |

### Central Division
|    | Team       | Sp | S | N | SQ   | P+  | P−  | Div |
| -- | ---------- | -- | - | - | ---- | --- | --- | --- |
| 1. | Condors    | 8  | 6 | 2 | .750 | 205 | 150 | 4–2 |
| 2. | Mayas      | 8  | 5 | 3 | .625 | 130 | 129 | 4–2 |
| 3. | Artilleros | 8  | 5 | 3 | .625 | 145 | 131 | 3–3 |
| 4. | Mexicas    | 8  | 2 | 6 | .250 | 132 | 170 | 1–5 |

Abkürzungen:
Spiele, Siege, Niederlagen, SQ Siegquote, P+ erzielte Punkte, P− gegnerische Punkte, Div Siege-Niederlagen in der Division

## Playoffs
|  | Campeonato Divisional | Campeonato Divisional | Campeonato Divisional |  |  | Tazón México IV | Tazón México IV | Tazón México IV |
|  |                       |                       |                       |  |  |                 |                 |                 |
|  |                       |                       |                       |  |  |                 |                 |                 |
|  | N2                    | Fundidores            | 47                    |  |  |                 |                 |                 |
|  | N1                    | Raptors               | 53                    |  |  |                 |                 |                 |
|  |                       |                       |                       |  |  | N1              | Raptors         | 16              |
|  |                       |                       |                       |  |  | C1              | Condors         | 20              |
|  | C2                    | Mayas                 | 13                    |  |  |                 |                 |                 |
|  | C1                    | Condors               | 18                    |  |  |                 |                 |                 |
|  |                       |                       |                       |  |  |                 |                 |                 |